# مسجد الباي محمد عثمان الكبير

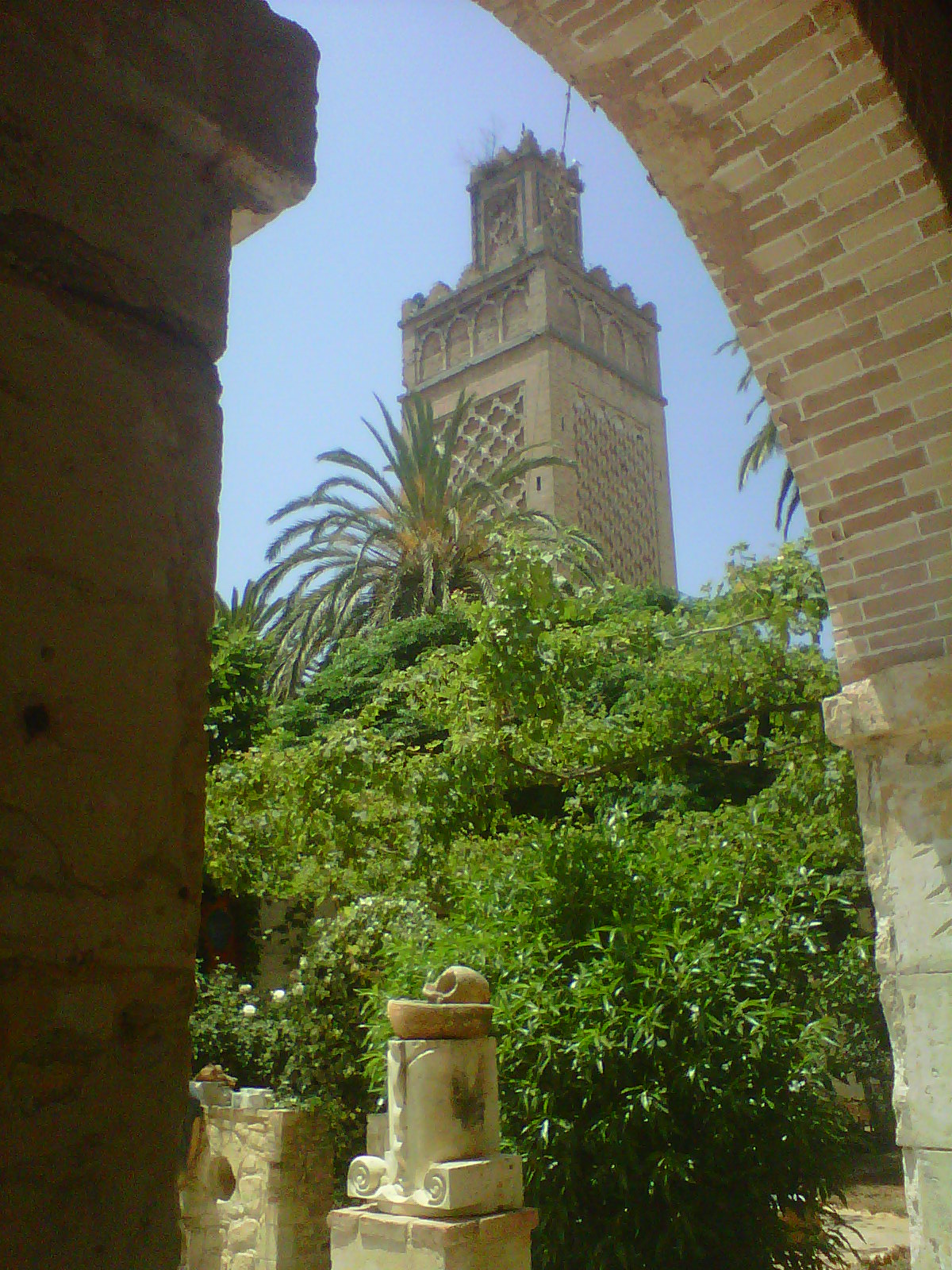
مسجد الباي محمد عثمان الكبير

مسجد محمد الباي عثمان الكبير أو مسجد سيدي الهواري وهو مسجد عثماني يقع في وهران، الجزائر. وهو ينتسب إلى الباي محمد بن عثمان الكبير.

## تأسيسه

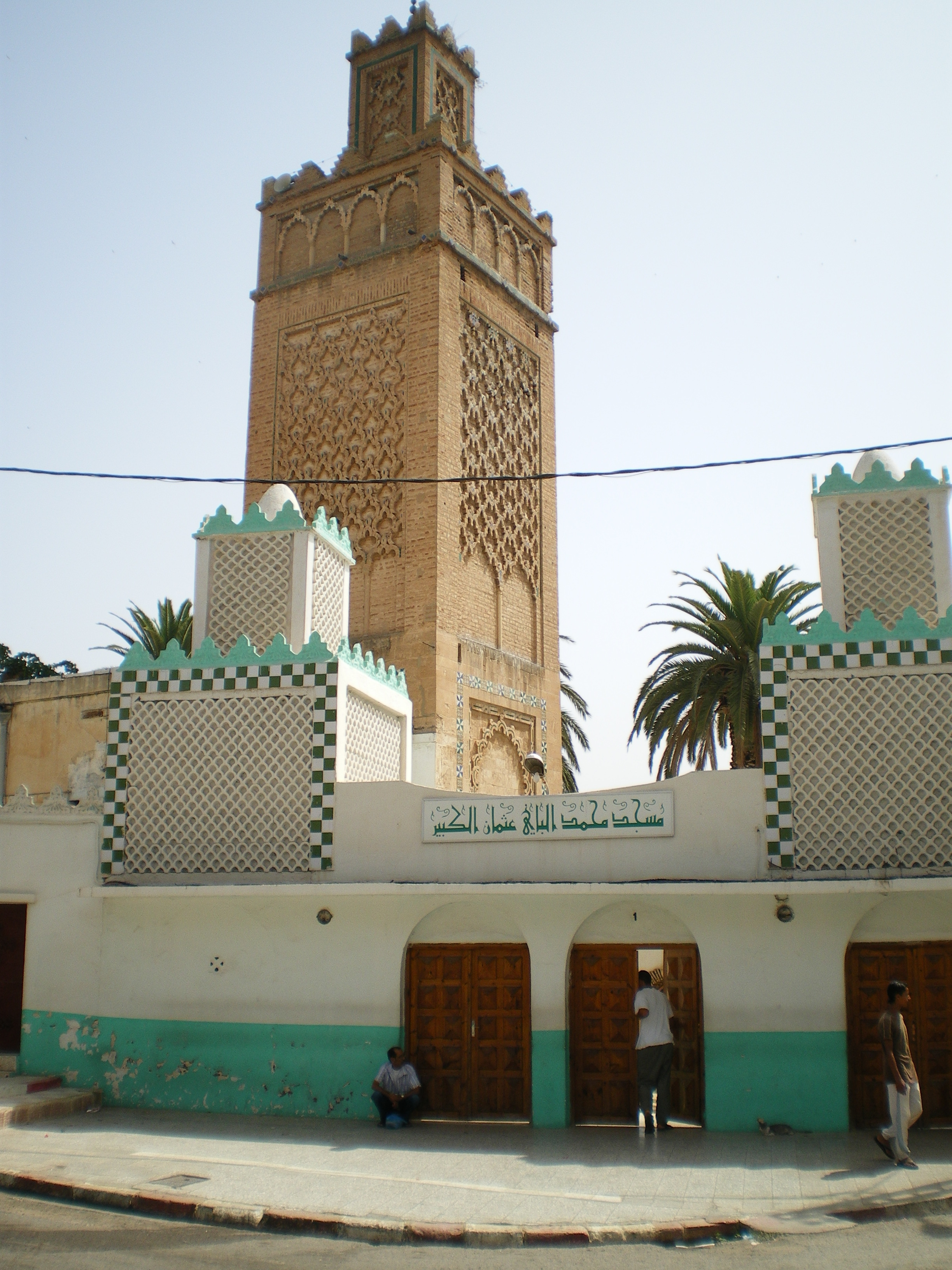
واجهة المسجد

قام الباي محمد الكبير بعدة أعمال في المدينة التي دخلها في عقب انسحاب الإسبان من مدينة وهران في 1792 حيث قام بأعمال اعادت الطابع الإسلامي للمدينة التي إحتلها الإسبان مدة 3 قرون ولم تقتصر أعماله على جمع الكتب واقتنائها وإيفاء البعثات من أجل الدراسة، بل شيَّدَ إنجازات هامّة ساهمت في رفع حركة التَّعليم في مدينة وهران ومنطقة حكمه.
من أهمِّها المدرسة التي بها ضريحه وتعرف الآن بالمَدَّرسَة أو مدرسة خنق النطاح.
ففي سنــة 1792م ومباشرة بعد تحرير وهران من الاحتلال الإسباني، قام الباي محمد بن عثمان الكبير ببناء مسجد صغير يحمل اسمه يكون مقبرةً له ولأفراد عائلته بعد وفاتهم.
وفي هذا الصدد يقول بن عودة المزاري :
| مسجد الباي محمد عثمان الكبير | ... ولمّا طار خبر وفاته لأهل الجزائر سنة 1799م بعثوا لابنه عثمان خليفته وهو أكبر أولاده بالمملكة، فركب فوراً وحثَّ السَّير إليهم حثيثاً بعدما بعث أباه بوهران وأوصى على دفنه بالمدرسة التي بالموضع المسمَّى بخنق النّطاح من وهران... | مسجد الباي محمد عثمان الكبير |

## موقع البناء
لقد بُني هذا المسجد في سهل خنق النِّطاح إلى الشَّرق من مدينة وهران القديمة على حوالي كيلومتر ونصف تقريباً، ولا يبعد كثيراً عن المنحدر الذي يُشرف على البحر والميناء البحري شمالاً، وقد بُني على أرضٍ سهليةٍ منبسطةٍ واسعة، خاليةٍ من العمران بعيدة كلَّ البُعد عن المدينة القديمة وهران بمسافة طويلة، وهوحالياً بموازاة شارع جبهة البحر الواجهة البحرية في شارع طرابلس قرب سوق ميشلي المخصَّصِ للخضر والفواكه، وتفصل بينه وبينها عمارات حديثة وشاهقة استحدثها الفرنسيون مؤخَّراً.
لقد بنيَ هذا المسجد على شكلٍ مستطيلٍ، نصفه الشرقي قاعة متوسّطة الحجم وشبه مربَّعة، ونصفه الغربي تتوسَّطه ساحة صغيرة بها نخلة وبعض الحشائش، وهي محاطة بسياج من الآجر ونافورة من المياه.
و في الزَّاوية الشرقية للقاعة توجد منارة متوسّطة العلوِّ ومربّعة الشّكل، ووراءها إلى الغرب بيت صغير اقتطع من القاعة الرئيسية يتَّخذه الإمام حاليا مقراً له ولإعداد خطبه ودروسه، وإلى يسار المنارة وبيت الإمام يوجد بيت متوسِّط الحجم في مقدمة المسجد شرقاً به حالياً آثاثٌ قديمٌ ويُعتَقدُ أنَّه كان مثوى وقبر للباي محمد الكبير مؤسّس المسجد، وفي مؤخِّرته توجد أماكن للوضوء يبدو أنّها حديثة ولم تكن سابقاً وهي موجودة في ناحيته الغربية.

## فترة الاحتلال
و بـعد احتلال فرنسا للجزائر ودخولها إلى مدينة وهران سنة 1832م، حوَّلَ العدوّ الفرنسي هذا الضّريح أو هذا المسجد إلى مسكن تداول عليه عدد كبير من الأوربيون ذوي الأصل الإسباني الذين أحدثوا بعمارته الدينيّة تغيِيرات كبيرة، وجعلوه مربطاً للحيوانات ( الخنازير ) كما فعلوا بمسجد سيدي حسن أو مسجد المبايعة بمدينة معسكر وبمساجد أخرى تُعَدُّ بالمئات في كلّ أنحاء الجزائر ومدنها وقراها، وذلك في إطار إهانة الجزائريين المسلمين وإذلال دينهم الإسلامي وتدنيس مؤسَّساته المقدَّسة الطاَّهرة.

## التجديدات التي حصلت عليه
عرف مسجد الباي محمد الكبير كغيره من المساجد في الحواضر الجزائرية العديد من الإصلاحات والترميمات والتجديدات عبر الأزمنة المختلفة، ففي سنة 1930م تعرض هذا المسجد لبعض الترميمات والإصلاحات من الداخل والخارج أدَّى ذلك إلى تغيير المسجد وإزاحته بعض الشيء عن طابعه الأصلي القديم.
وبـعد استقلال الجزائر أصبح مسجد الباي وعلى غرار المساجد الجزائرية الأخرى تحت رعاية وإدارة وزارة الشؤون الدينية التي تبنت وتبنَّى الشعب معها مهمَّة إعادةِ الوجه الإسلامي إليها وإلى كلِّ البلاد ومؤسَّساتها.
أمَّا مسجد الباي فقد فتح للصَّلاة كما كان سابقاً، وأدخلت عليه عدَّة إصلاحاتٍ نجملها فيما يلي :
1. أُزِيلت الساحة الداخلية، واقتلعت النّخلة التي كانت داخلها وضمت إلى ساحة قاعة الصَّلاة، ووضع لها سقف من أخشاب طويلة مصفَّحة هذه بجانب الأخرى، وبذلك توسَّعت قاعة الصَّلاة كثيراً حتّى شملت أغلب مساحة المسجد.
2. استحدث للمسجد مدخل ثانوي على يساره الشمالي يستعمله النساء للدخول إلى المسجد يوم الجمعة والأعياد، كما استحدث مدخلٌ آخر على اليمين في مؤخِّرة المسجد تقريباً إلى الجنوب يفتح عند اكتظاظ المسجد بالمصلَّين كذلك يوم الجمعة والأعياد.
3. استحدث منبر للخطابة يوم الجمعة وضع في البيت الوسطى الأمامية التي كانت في الأصل مقبرة الباي محمد بن عثمان الكبير ومدفنه، واستحدث باب إلى يسارها يؤدَّي إلى البيت المجاورة على اليسار والتي لها باب في الغرب قديم ما يزال قائماً ويُفتح يوم الجمعة ليصلَّي فيه النَّاس، أمَّا البيت الموجود على اليمين إلى الأمام فقد اتّخذها الإمام الحالي بيتاً له، وبداخلها شرقاً باب يؤدّي إلى منارة المسجد.
4. أغلقت الباب الدَّاخلية خلف المسجد التي تؤدِّي إلى المراحيض وأماكن الوضوء واستحدثت باب خارجية غرباً وراء المسجد لها وذلك تفادياً لاتِّساخ قاعة الصّلاة بالماء والقاذورات والمخلَّفات اللاّصقة بأرجل المصلِّين المتوضِّئين، فكان ذلك كلُّه جهود ومساعدات على نقاوة المسجد وبقائه نظيفاً. بكلِّ هذه التَّحسينات والإصلاحات، أصبح مسجد الباي حالياً تحفةً فنّيةً إسلاميّةً رائعةً يعجُّ بالمصلّين والمتعبّدين كلّ يوم وفي كلّ صلاة رغم صغره، كما يعطي للحي الذي يقع فيه رونقاً وجمالاً ومسحةً إسلاميّةً هو بحاجة إليها، وذلك نظراً للطَّمس والتَّخريب الذين تعرَّضت لهما مدينة وهران خلال العهد الاستعماري الطَّويل الذي دام قرابة أربة قرون بشقّيه : الإسباني، الفرنسي، ونظراً إلى خلوِّ الحي من أيِّ مسجد عداه.[1]